# Значок (заказник)
Значо́к  — ботанічний заказник місцевого значення в Україні. Об'єкт природно-заповідного фонду Вінницької області. 
Розташований у межах Могилів-Подільського району Вінницької області, на околиці села Вищеольчедаїв. 
Площа 63 га. Утворений 1978 року (розпорядження виконкому від 04.09.1978 р. № 336-р). Перебуває у віданні Могилів-Подільського держлісгоспу. 
Статус надано для збереження ділянки вільхово-дубово-грабових лісонасаджень, серед яких у понижених місцях зростає цінна рідкісна в області рослина — валеріана висока. Місцевість пересічена струмками та балками.
Територія заказника вкрита дубово-грабовим лісом, який тягнеться вузькою смугою (600 м завширшки) по західному схилу долини р Лядова, лівої притоки р.Дністер крутизною 25-40°. Раніше на лобовій ділянці схилу переважали ценози дубових лісів кизилово-сірочникових; в середніх частинах - дубових лісів кизилово-конвалієвих; а в нижніх, більш вологих частинах - дубові ліси свидиново-яглицеві  Внаслідок рубок догляду і інтенсивного випасання худоби на їх місці сформувалися дубово-грабові ліси рідкотравні з поодинокими кущами  кизилу і калини-горцовини в підліску, з переважанням в травостані бур'янорудеральних видів, таких як ториліс японський, гравілат міський, бугила лісова, і з поодинокими видами неморального травостану - копитняк європейський, зірочник лісовий, медунка темна.